# جوناثان هيرمان
جوناثان هيرمان (بالإنجليزية: Jonathan Herman)‏ هو كاتب سيناريو أمريكي، ولد في القرن العشرين.

## وصلات خارجية
- جوناثان هيرمان على موقع IMDb (الإنجليزية)
- جوناثان هيرمان على موقع ألو سيني (الفرنسية)
- جوناثان هيرمان على موقع أول موفي (الإنجليزية)
- جوناثان هيرمان على موقع قاعدة بيانات الفيلم (الإنجليزية)
- جوناثان هيرمان على موقع كينوبويسك (الروسية)